# Pierre-Gilles Lakafia
Pour les articles homonymes, voir Lakafia.

a Compétitions nationales et continentales officielles uniquement.

b Matchs officiels uniquement.
Pierre-Gilles Lakafia, né le 12 mars 1987 à Tours (Indre-et-Loire), est un joueur français de rugby à XV et de rugby à sept évoluant au poste d'ailier. Il compte plusieurs sélections avec l'équipe de France de rugby à sept.

## Biographie
Pierre-Gilles Lakafia est le frère ainé du troisième ligne Raphaël Lakafia et le fils de Jean-Paul Lakafia.
Avec son frère cadet, ils commencent le rugby à XV au sein de l'US Tours puis rejoignent ensuite le centre de formation de l'ASM Clermont Auvergne,.
Pierre-Gilles Lakafia est sous contrat fédéral avec la FFR à partir de 2013, pour évoluer sous le maillot de l'équipe de France de rugby à sept.
Le 13 janvier 2021, il signe avec l'US Tours, alors que le rugby à sept international est suspendu depuis presque une année, afin de retrouver la compétition, gardant néanmoins l'équipe de France et la qualification olympique comme priorité.

## Palmarès
- Championnat de France de rugby à XV :
  - Champion : 2011 avec le Stade toulousain.
  - Champion : 2013 avec le Castres olympique.
  - Demi-finaliste : 2012 avec le Castres olympique.
- Championnat de France de rugby à XV de 2e division :
  - Vice-champion : 2009 avec le SC Albi.